# Хайнрих III фон Глайхен
Хайнрих III (IV/V) фон Глайхен (на немски: Heinrich III (IV или V) von Gleichen; † сл. 1300) е граф на Глайхен.

## Произход
Фамилията му е роднина с херцозите на Брауншвайг-Люнебург. Той е син на граф Ернст IV фон Глайхен († 1277) и втората му съпруга Маргарета Олафсдатер фон Бавелзе († ок. 1267). Внук е на граф Ламберт II фон Глайхен-Тона († 1227) и съпругата му София фон Ваймар-Орламюнде († 1244), внучка на датския крал Валдемар I († 1182).

## Фамилия
Хайнрих III фон Глайхен се жени за Луция Свантеполксдатер († 25 януари 1314). Те имат децата:
- Ернст VI фон Глайхен († 1310)
- Хайнрих V (IV) фон Глайхен († 1343/1345)
- Херман III фон Глайхен (* ок. 1300; † 18 май 1345), граф на Глайхен, женен пр. 24 февруари 1325 г. за София фон Хонщайн († сл. 22 април 1343)
- ? Мехтилд фон Глайхен († 1354), омъжена за Фридрих фон Хелдрунген (* пр. 1308; † сл. 1365)